# خوان خوسه مورال
خوان خوسه مورال (اسپانیایی: Juan José Moral‎؛ زادهٔ ۲۰ اوت ۱۹۵۱) دوچرخه‌سوار اهل اسپانیا است. وی در بازی‌های المپیک تابستانی ۱۹۷۶ شرکت کرده است.